# 親衛隊集團領袖
親衛隊集團領袖（德語：Gruppenführer）是納粹德國準軍事組織「親衛隊」中的一個階級，於1925年由同為納粹黨準軍事組織的衝鋒隊首創。「集團領袖」這個名稱也被警察、消防隊與其他組織使用。
1930年，集團領袖正式成為親衛隊階級之一；起初主要授予親衛隊集團的指揮官以及親衛隊參謀部內的資深軍官。1932年，親衛隊重整，親衛隊集團改制為親衛隊地區總隊；此後集團領袖負責指揮地區總隊，而新設的「親衛隊上級集團領袖」則負責指揮「上級地區總隊」。

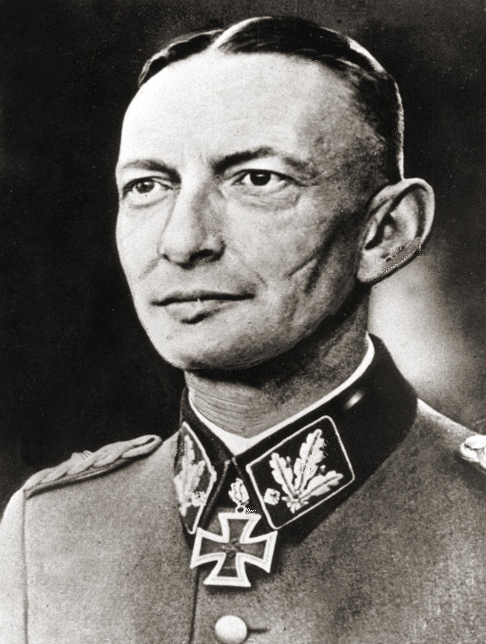
身著1942年4月後款式襟章的親衛隊集團領袖海茵茨·萊納法斯。

起初在衝鋒隊、國家社會主義汽車軍團與親衛隊內，集團領袖相當於一等將官，但1934年後其職等被認為與德意志國防軍中將相當。第二次世界大戰期間，武裝親衛隊在採用該階級時會將受階者稱為「親衛隊集團領袖與武裝親衛隊中將」（SS-Gruppenführer und Generalleutnant der Waffen-SS）。武裝親衛隊集團領袖使用了與國防軍中將樣式相同的肩章。
親衛隊集團領袖的識別標記員先為帶三片橡葉的黑底襟章；1930年至1942年間，親衛隊與衝鋒隊均使用相同樣式的襟章，但親衛隊於1942年4月新設「親衛隊最高集團領袖」階級時在標記樣式中增加了一個銀色方形以資識別。

## 標記

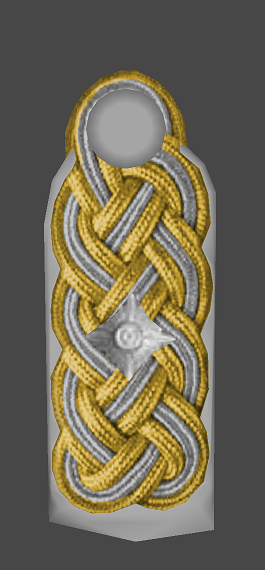
肩章
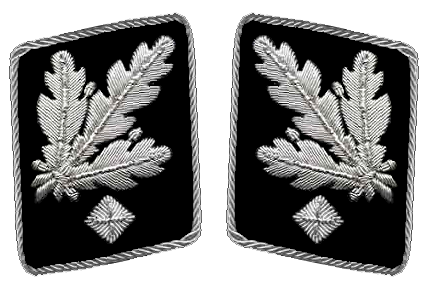
襟章 （1942年4月後使用）
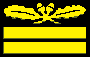
袖章

## 引用
1. ↑  McNab (II) 2009，第15頁.
2. ↑  McNab 2009，第29, 30頁.
3. ↑  Stein 1984，第297, 298 chart, 300 chart頁.
4. ↑  Flaherty 2004，第148頁.

## 圖書
- Flaherty, T. H. . Time-Life Books, Inc. 2004 [1988]. ISBN 1 84447 073 3.
- McNab, Chris. . Amber Books Ltd. 2009. ISBN 978-1-906626-49-5.
- McNab (II), Chris. . Amber Books Ltd. 2009. ISBN 978-1-906626-51-8.
- Stein, George. . Cornell University Press. 1984 [1966]. ISBN 0-8014-9275-0.
- Yerger, Mark C. . Schiffer Publishing Ltd. 1997. ISBN 0-7643-0145-4.